# أولاد المعصوم (زاوية سيدي عبد القادر)
أولاد المعصوم هي إحدى مشيخات المملكة المغربية، تتبع جغرافيا لإقليم الحسيمة وإداريًا لزاوية سيدي عبد القادر. يقدر عدد سكانها بـ 1621 نسمة حسب الإحصاء الرسمي للسكان والسكنى لسنة 2004.